# Gouvernorat de Siliana
Le gouvernorat de Siliana (arabe : ولاية سليانة), créé le 5 juin 1974, est l'un des 24 gouvernorats de la Tunisie. Il est situé dans le nord-ouest du pays et couvre une superficie de 4 642 km2, soit 2,8 % de la superficie du pays. Il abrite en 2024 une population de 216 242 habitants. Son chef-lieu est Siliana.

## Géographie

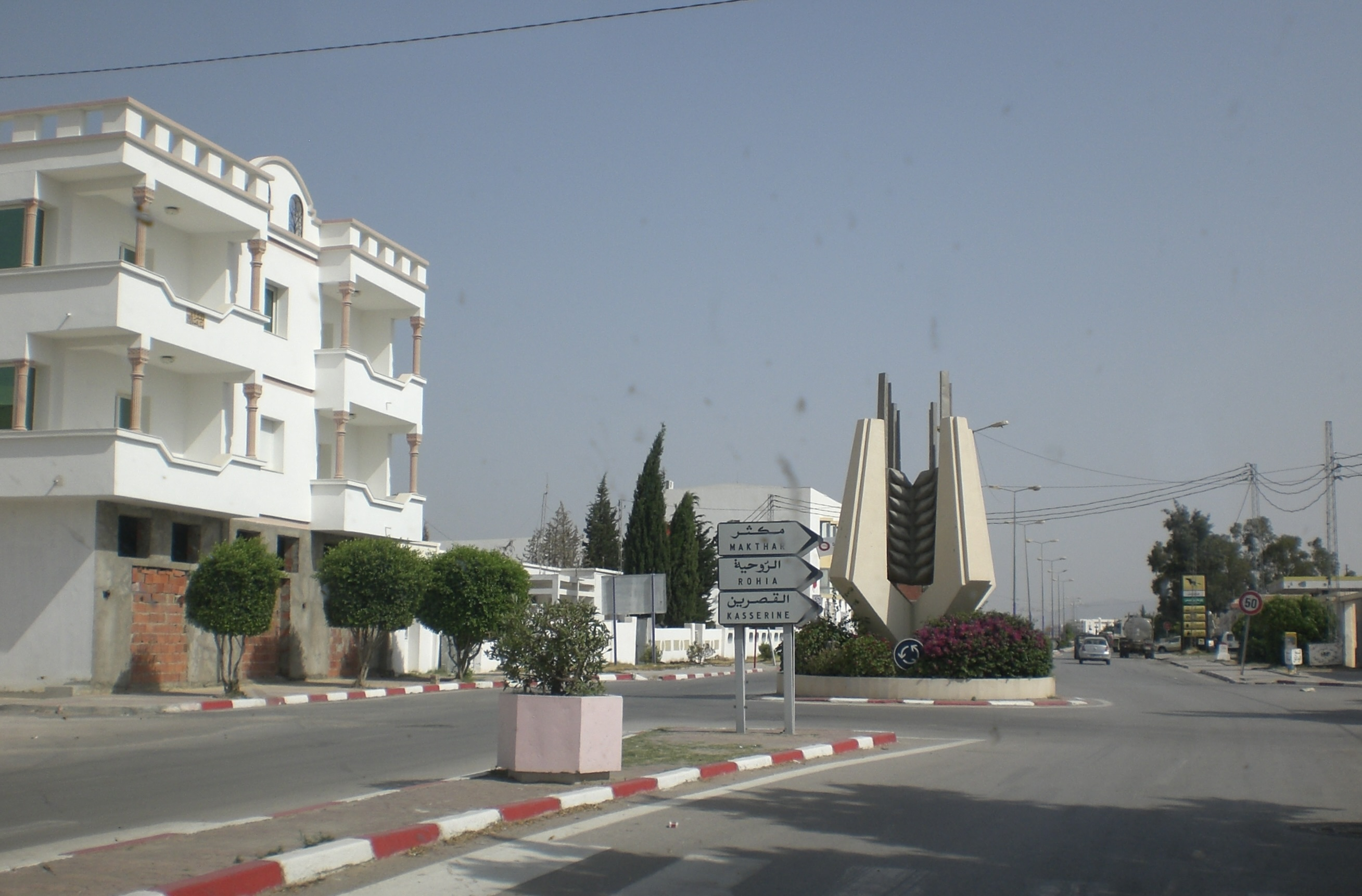
Vue de la ville de Siliana.

Le gouvernorat de Siliana est entouré par sept autres gouvernorats : le gouvernorat de Béja au nord-est, de Jendouba au nord-ouest, du Kef à l'ouest, de Zaghouan et Kairouan à l'est et de Kasserine et Sidi Bouzid au sud, ce qui lui permet de servir de point de passage entre les régions du nord-ouest, du centre et du sud du pays.
Le gouvernorat de Siliana est traversé par deux chaînes montagneuses : le Tell au nord et l'Atlas au sud. Le relief y est donc varié et accidenté. Les formes de transition, collines et plateaux, y occupent une grande place mais elles sont dominées par des massifs montagneux. Les précipitations annuelles sont évaluées à 450 millimètres, 500 millimètres sur les hauteurs et 300 millimètres dans les plaines.
Administrativement, le gouvernorat est découpé en onze délégations, douze municipalités et 86 imadas,.
| Délégation                                    | Population en 2024 (habitants) |
| --------------------------------------------- | ------------------------------ |
| Bargou                                        | 11 505                         |
| Bou Arada                                     | 19 373                         |
| El Aroussa                                    | 8 839                          |
| El Krib                                       | 20 000                         |
| Gaâfour                                       | 15 801                         |
| Kesra                                         | 15 031                         |
| Makthar                                       | 28 321                         |
| Rouhia                                        | 27 063                         |
| Sidi Bou Rouis                                | 11 555                         |
| Siliana Nord                                  | 28 801                         |
| Siliana Sud                                   | 29 953                         |
| Sources : Institut national de la statistique |                                |

## Politique

### Gouverneurs
Voici la liste des gouverneurs de Siliana depuis la création du gouvernorat :
- Mohsen Haddad (1974-1977)
- Youssef Saïbi (1977-22 avril 1980)
- Tahar Sraieb (22 avril 1980-10 décembre 1980)
- Moncef Foudhaïli (10 décembre 1980-31 décembre 1981)
- Mohamed Mâalej (1erjanvier 1982-24 juillet 1986)
- Mohamed Ben Rejeb (24 juillet 1986-13 février 1988)
- Chedly Karoui (13 février-1er décembre 1988)
- Ameur Kriâa (1988-1990)
- Sadok Marzouk (1990-1993)
- Mohamed Ridha Mokrani (1993-1995)
- Ali Trabelsi (1995-1998)
- Hassène Smaoui (1998-7 juillet 2000)
- Khelifa Jebéniani (7 juillet 2000-4 août 2005)
- Mourad Ben Jelloul (4 août 2005-20 août 2008)
- Néjib Barkallah (20 août 2008-2 février 2011)
- Abdessattar Rabhi (2 février 2011, empêché d'exercer)
- Sadok Saïdani (15 février-4 mai 2011)
- Moncef Khemiri (4 mai 2011-22 février 2012)
- Ahmed Zine Mahjoubi (22 février-27 décembre 2012)
- Montassar Jarraya (27 décembre 2012-28 février 2014)
- Noureddine Ghannouchi (28 février 2014[4]-22 août 2015)
- Slim Tissaoui (22 août 2015[5]-22 décembre 2016)
- Ali Saïd (22 décembre 2016[6]-20 avril 2019)
- Abderrazak Dekhil (20 avril 2019[7]-6 juin 2022)
- Walid Abassi (6 juin 2022[8]-8 septembre 2024)
- Khaled Ouaari (depuis le 8 septembre 2024[9])

### Maires
Voici la liste des maires des dix municipalités du gouvernorat de Siliana dont les conseils municipaux ont été élus le 6 mai 2018 et présidés par les maires suivants :
- Bargou : Hatem Mansi[10]
- Bou Arada : Mongi Metjaoual[11]
- El Aroussa : Chawki Riahi[12]
- El Krib : Lotfi Sliti[10]
- Gaâfour : Moez Oueslati[10]
- Kesra : Chaabane Hamzaoui[10]
- Makthar : Chedli Louati[10]
- Rouhia : Houcine Sokrani[13]
- Sidi Bou Rouis : Samir Ferchichi[10]
- Siliana : Abdelhamid Hamami[14]

## Économie
La région emploie 58 601 personnes qui travaillent notamment dans les secteurs de l'agriculture et de l'industrie.
Les principaux produits exportés sont l'huile d'olive, les huiles essentielles, les eaux de distillation, les plantes aromatiques et médicinales, le marbre et le textile.

### Agriculture
L'agriculture du gouvernorat se répartit en deux grandes catégories :
- celle des périmètres irrigués et des grands domaines céréaliers caractéristiques du nord du gouvernorat ;
- celle des petites exploitations arboricoles, céréalières ou fourragères du centre et du sud du gouvernorat (basée essentiellement sur l'agriculture de montagne et l'élevage extensif).

Le gouvernorat de Siliana contribue à la production agricole nationale comme suit :
- 203 000 tonnes de céréales (13,6 % de la production nationale) ;
- 21 000 litres de lait, 15 000 tonnes de viande rouge ainsi que 450 tonnes de volaille et 16 millions d'œufs ;
- 13 300 tonnes d'olives ;
- 10 000 tonnes de fruits.

### Industrie
L'industrie est composée essentiellement d'un noyau de 35 unités industrielles employant 2 485 personnes. Il existe également d'autres entreprises de moindre imporatance. Ces entreprises agissent dans quatre domaines majeurs :
- confection et prêt-à-porter ;
- matériaux de construction ;
- agroalimentaire ;
- industries électriques et mécaniques, chimiques et diverses.

Ces entreprises sont répartis sur trois zones industrielles (Siliana, Bou Arada et Gaâfour).
Le gouvernorat de Siliana est traversé par deux chaînes montagneuses : le Tell au nord et l'Atlas au sud. Elles sont riches en roches exploitables. Ainsi, le gouvernorat renferme près de 35 poches de minerai en quantités exploitables :
- huit poches de calcaire ;
- dix poches de pierre marbrée ;
- sept poches de sable ;
- neuf poches d'argile ;
- une poche de dolomie.

Actuellement, sur les 35 poches répertoriées, neuf seulement sont exploités à une faible cadence souvent par des techniques artisanales et peu rentables.

## Sport
- Club sportif de Bargou
- Club sportif de Makthar
- Club sportif de Rouhia
- Club sportif de Sidi Bou Rouis
- Espérance sportive d'El Krib
- Étoile sportive de Gaâfour
- Jeunesse sportive de Bou Arada
- Union sportive de Siliana